# Edmund Hart Turpin
Edmund Hart Turpin (Nottingham, Regne Unit, 4 de maig de 1835 - Londres 4 de maig de 1907) fou un director d'orquestra, organista i compositor anglès.
Notable organista, també fou un excel·lent director d'orquestra i compositor de música religiosa i profana. Entre les primeres destaquen els oratoris St. John the Baptist i Hezekiah, un Stabat Mater i la cantata Jerusalem. Va compondre nombroses cançons, música de cambra, per a piano i orgue.
Edità les revistes professionals Musical Standard, Musical World i Musical News, i succeí a Best en l'edició completa de les obres per a orgue de Bach.